# Passage des Panoramas

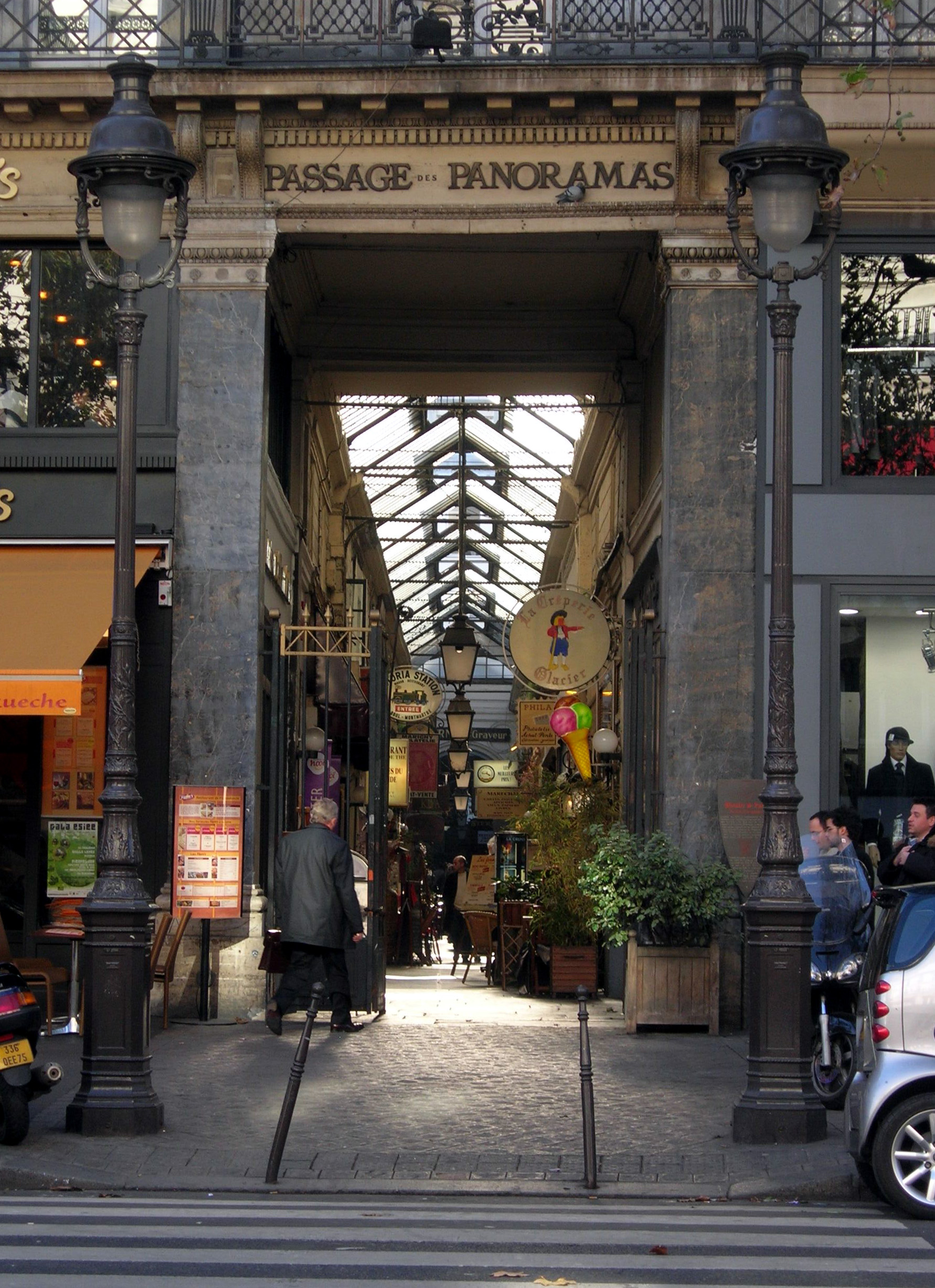

De Passage des Panoramas is de oudste overdekte winkelgalerij van Parijs, geopend in 1799. De passage verbindt de boulevard Montmartre en de rue Saint-Marc in het 2e arrondissement. Ze werd genoemd naar de geschilderde panorama's van Europese steden van James Thayer die er bij opening te zien waren. Door een glazen dakkoepels stroomt natuurlijk licht de galerij binnen. Verder zijn de houten kolommen aan de ingangen en de spiegels binnen nog origineel. In 1817 was dit de eerste openbare plaats in Parijs waar gasverlichting werd geïnstalleerd. De passage herbergt veel restaurants.